# La Maison du canal
La Maison du canal est un roman policier de Georges Simenon publié chez Fayard, avec pour l'édition originale une jaquette dessinée par Bernard Bécan, en 1933. Il fait partie de la série des « romans durs » de son auteur.

## Genèse du roman
Depuis quelques romans (Les Fiançailles de monsieur Hire et Le Coup de lune), Simenon veut dépasser le roman strictement policier et abandonne pour un temps la série des Maigret, pour aller vers ce qu'il appelle le « roman dur ». Il prend donc à rebours la composition habituelle du roman policier (la découverte d'un meurtre suivie de la recherche du coupable). Ici, les meurtres ont lieu d'abord, les coupables sont connus, l'enquête n'est qu'un épilogue de ce qui s'est passé avant. Simple épilogue, car alors que tout le roman est centré sur le point de vue d'Edmée, seul le dernier chapitre reprend la vision neutre d'un compte-rendu de police.

## Résumé
Après la mort de son père, médecin à Bruxelles, Edmée va vivre chez ses cousins à Neroeteren. Ils ont une vaste propriété quadrillée par les canaux. 
Le jour de l'arrivée de la jeune fille, le père meurt et c'est Fred, l'aîné des cousins, qui devient chef de la famille, laquelle comprend la mère et six enfants. Le malheur semble s'être abattu sur la maison : on découvre que le père avait hypothéqué des terres et qu'il ne reste plus beaucoup d'argent. 
Edmée est une fille étrange, habituée à être obéie ; elle ne tarde pas à commander Fred et Jef, pour lesquels elle éprouve à la fois attirance et dégoût. Acerbe, égoïste, elle juge tout d'un œil sévère, se sentant supérieure, par sa beauté et sa distinction native, à ces paysans flamands. 
Les ennuis financiers ne font que s'aggraver et l'atmosphère est rendue plus pesante encore par un hiver interminable et pluvieux. Jef, sous des dehors bourrus, est plein de délicatesse et Fred ressent maintenant pour Edmée une forte attirance. Un jour qu'il tente de la violer, ils sont surpris par un gamin, qui menace de révéler l'histoire. Sous le coup d'une violente colère, Fred frappe l'enfant et le tue. Aidés de Jef, ils l'enterrent. 
À la suite de cet événement, Edmée tombe malade. Rien ne va plus, les récoltes sont mauvaises, une dispute éclate dans la famille, Fred fait de lourdes dépenses. Un jour, il propose à Edmée de l'épouser : il vendra la propriété et ils iront habiter à Anvers. Elle accepte. 
Quelques mois plus tard, on trouve Edmée étranglée. C'est Jef qui l'a tuée, après l'avoir violée. Emprisonné, il se suicidera quelques jours plus tard.

## Thèmes

Brueghel, Le Trébuchet, (1565).

Le thème de la famille dont la fortune et les valeurs déclinent se retrouve comme dans L'Affaire Saint-Fiacre ou La Veuve Couderc, ici aggravé par la présence de la syphilis que le père a transmise à ses descendants et dont le témoignage le plus frappant est la tête déformée de Jef. Le thème du canal, des canaux du plat pays avec son monde particulier de batelier se trouvait déjà dans Le Charretier de la Providence. Autre thème que l'on trouvait également dans ce dernier roman, celui de la part d'animalité présente dans certains des personnages, ici Jef, là Darchambaux, avec pour tous les deux leur incroyable force physique et leur capacité de résistance face à la mort.
Le plat pays est un souvenir autobiographique de l'auteur et plus précisément du côté de sa famille maternelle, le tableau dressé n'est pas exempt de clichés, on y retrouve également des souvenirs de Brueghel et ses tableaux de patineurs sur les lacs gelés.
L'omniprésence, voire l'omnipotence des femmes (Le Bourgmestre de Furnes, La Veuve Couderc) est ici illustrée par une héroïne qui est ici le témoin et la catalyseur de la déchéance de la famille Van Elst.

## Fiche signalétique de l'ouvrage

### Cadre spatio-temporel
Neroeteren, village de la province belge du Limbourg, près de Maeseyck. 
Époque contemporaine

### Personnages
- Edmée van Elst, belge d'origine bruxelloise, orpheline, 16 ans au début du roman
- Fred (21 ans) et Jef (19 ans) Van Elst, ses cousins, fermiers à Neroeteren

### Aspects particuliers du roman
Le roman se déroule selon deux points de vue différents. Dans une première partie (chapitres I-XI) le récit retrace les événements dans leur succession chronologique, jusqu'à la demande en mariage de Fred. Une deuxième partie, contenue dans le chapitre XII, le dernier, retrace les dernières péripéties (la mort d'Edmée) à travers l'enquête que mène le juge d'instruction Coosemans.

## Éditions
- Prépublication en feuilleton dans le bimensuel La Revue de France, no 7-10, du 1er avril au 15 mai 1933
- Édition originale : Fayard, 1933
- Tout Simenon, tome 18, Omnibus, 2003  (ISBN 978-2-258-06103-3)
- Livre de Poche, n° 14300, 2003  (ISBN 978-2-253-14300-0)
- Romans, tome I, Gallimard, Bibliothèque de la Pléiade, n° 495, 2003  (ISBN 978-2-07-011674-4)
- Romans durs, tome 1, Omnibus, 2012  (ISBN 978-2-258-09355-3)
- Romans durs, tome 1, Omnibus, 2023  (ISBN 978-2-258-20258-0)

## Adaptations à la télévision
- 1988 : La Maison du canal, épisode 10 de la série télévisée française L'Heure Simenon, réalisé par Josef Rusnak
- 2003 : La Maison du canal, téléfilm d'Alain Berliner, avec Isild Le Besco, Corentin Lobet, Nicolas Buysse et Jean-Pierre Cassel

## Source
- Maurice Piron, Michel Lemoine, L'Univers de Simenon, guide des romans et nouvelles (1931-1972) de Georges Simenon, Presses de la Cité, 1983, p. 22-23  (ISBN 978-2-258-01152-6)